# Marienhagen
Marienhagen är en ortsteil i kommunen Duingen i Landkreis Hildesheim i förbundslandet Niedersachsen i Tyskland. Marienhagen var en kommun fram till 1 november 2016 när den uppgick i Duingen. Kommunen Marienhagen hade 727 invånare 2016.